# 鉄道省 (インド)
 鉄道省（てつどうしょう、英語: Ministry of Railways）は、インドの行政機関の一つである。国営のインド鉄道を所管している。 

## 組織
鉄道大臣と鉄道担当閣外大臣のもとに、インド鉄道の最高機関である鉄道委員会がおかれている。鉄道委員会は、委員長を含めて計7名のメンバーによって構成されている。 

## 鉄道予算
イギリスの植民地であった1920年代には、インドにおける予算のうちの70%以上を鉄道予算が占めていた。そのため1924年からは、鉄道予算は一般予算とは別々に編成、発表されることとなった。独立後もこの方式は続いてきていたが、2017年からは一般予算と統合されることとなった。     